# Winthrop (cràter)
Winthrop és el romanent d'un cràter d'impacte de la Lluna que ha estat inundat per la lava de l'Oceanus Procellarum. Es troba a la vora occidental del cràter molt més gran Letronne, un element que ha estat gairebé destruït per la invasió de la lava de la mare lunar. Tot el que sobreviu de Winthrop són uns pocs segments de la vora exterior.

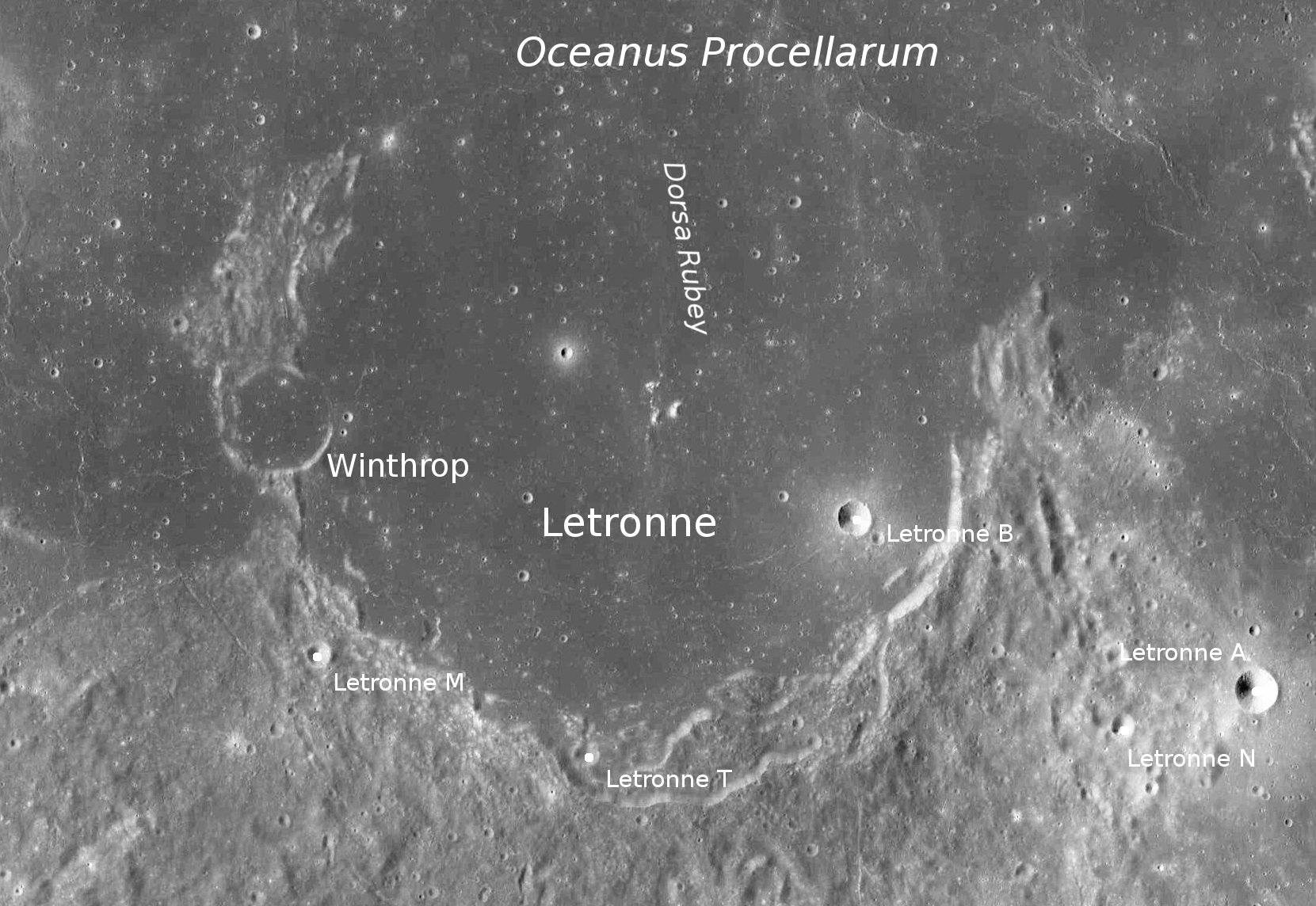
Rodalies de Winthrop. Fotografia de la missió LRO

Va ser prèviament identificat com Letronne P abans de ser rebatejat per la UAI.